# Gagret
Gagret là một thị xã và là một nagar panchayat của quận Una thuộc bang Himachal Pradesh, Ấn Độ.

## Địa lý
Gagret có vị trí 31°40′B 76°04′Đ / 31,67°B 76,07°Đ Nó có độ cao trung bình là 439 mét (1440 feet).

## Nhân khẩu
Theo điều tra dân số năm 2001 của Ấn Độ, Gagret có dân số 3180 người. Phái nam chiếm 53% tổng số dân và phái nữ chiếm 47%. Gagret có tỷ lệ 81% biết đọc biết viết, cao hơn tỷ lệ trung bình toàn quốc là 59,5%: tỷ lệ cho phái nam là 83%, và tỷ lệ cho phái nữ là 78%. Tại Gagret, 11% dân số nhỏ hơn 6 tuổi.